# Elecciones distritales de Distrito Federal de 2022 (Brasil)
Las elecciones distritales en el Distrito Federal en 2022 se realizarán el 2 de octubre (primera vuelta), como parte de las elecciones generales en Brasil. Los electores de Brasilia con derecho a voto eligieron a sus representantes en la siguiente proporción: 8 diputados federales, un senador y 24 diputados distritales.
El gobernador y el vicegobernador elegidos en esta elección ejercerán su mandato unos días más. Esto se debe a la Enmienda Constitucional N° 111, que modificó la Constitución y dispuso que el mandato de los gobernadores de los estados y del Distrito Federal debía comenzar el 6 de enero después de la elección. Sin embargo, los candidatos electos en esta elección tomarán posesión el 1 de enero de 2023 y entregarán su cargo el 6 de enero de 2027.
El proceso electoral de 2022 está marcado por la sucesión en el cargo que ocupa el actual gobernador Ibaneis Rocha, del MDB, electo en 2018 y con derecho a reelección, de acuerdo con la legislación electoral. Para la elección al Senado Federal, la vacante ocupada por José Reguffe, de Unión Brasil (UNIÃO), elegido en 2014 por el PDT, está en disputa.

## Calendario electoral
| Calendario electoral       | Calendario electoral                                                                 |
| -------------------------- | ------------------------------------------------------------------------------------ |
| 15 de mayo                 | Inicio del financiamineto de precandidatos                                           |
| 20 de julio al 5 de agosto | Convenciones partidarias para elegir candidatos y coaliciones                        |
| 2 de Octubre               | Primera vuelta de las elecciones                                                     |
| 7 al 28 de octubre         | Publicidad electoral gratuita en radio y televisión sobre una posible segunda vuelta |
| 30 de octubre              | Segunda vuelta electoral                                                             |
| hasta el 19 de diciembre   | Graduación de los elegidos por la Justicia Electoral                                 |

## Candidatos a Gobernador del Distrito Federal
Los partidos políticos tuvieron hasta el 15 de agosto de 2022 para registrar formalmente a sus candidatos. Las siguientes fórmulas electorales confirmaron sus candidaturas a la gobernación:

### Candidatos oficiales
Candidato electo
| Candidatos   | Candidatos                 | Candidatos       | Candidatos                | Nª | Coalición / Federación                                     | Tiempo en franja |
| Gobernador/a | Gobernador/a               | Vicegobernador/a | Vicegobernador/a          | Nª | Coalición / Federación                                     | Tiempo en franja |
| ------------ | -------------------------- | ---------------- | ------------------------- | -- | ---------------------------------------------------------- | ---------------- |
|              | Elziovan Moreno PTB        |                  | Luiz Gustavo PTB          | 14 | Partido Laborista Brasileño                                | 21s              |
|              | Ibaneis Rocha MDB          |                  | Celina Leão PP            | 15 | Unidos por el DF MDB, PP, PL, Avante, AGIR, PROS, SD       | 3m12s            |
|              | Izalci Lucas Ferreira PSDB |                  | Beth Cupertino PRTB       | 45 | Para Cuidar de las Personas Fed. (PSDB e Cidadania) e PRTB | 58s              |
|              | Keka Bagno PSOL            |                  | Toni de Castro PSOL       | 50 | Federación (PSOL, REDE)                                    | 22s              |
|              | Leandro Grass PV           |                  | Olgamir Amancia PCdoB     | 43 | Federación Brasil de la Esperanza PT, PCdoB, PV            | 1m44s            |
|              | Leila do Vôlei PDT         |                  | Guilherme Campelo PDT     | 12 | Partido Democrático Laborista                              | 46s              |
|              | Lucas Salles DC            |                  | Suelene Nascimento DC     | 27 | Democracia Cristiana                                       |                  |
|              | Paulo Octávio PSD          |                  | Felipe Belmonte PSC       | 55 | DF para Todos PODE, PATRI, PSD, PSC, PMB                   | 1m42s            |
|              | Renan Arruda PCO           |                  | Mauro Moura PCO           | 29 | Partido de la Cusa Obrera                                  |                  |
|              | Robson da Silva PSTU       |                  | Eduardo Rennó Zanata PSTU | 16 | Partido Socialista de los Trabajadores Unificado           |                  |
|              | Teodoro da Cruz Téo PCB    |                  | Jamil Magari PCB          | 21 | Partido Comunista Brasileño                                |                  |

### Candidatos que renunciaron
- José Reguffe (UNIÃO) - Su partido, Unión Brasil (UNIÃO), retiró el lanzamiento de la candidatura de Reguffe para el Palacio Buriti y anunció su apoyo a Ibaneis Rocha (MDB), candidato a la reelección. Con eso, Reguffe reafirmó que ya no es candidato a la gubernatura del Distrito Federal y también dijo que dejará la vida pública. Los asesores de Reguffe afirmaron que dejó el partido.[30]

### Candidatos que declinaron
- João Goulart Filho (PCdoB) — Diputado estatal por Rio Grande del Sur (1983–1987); candidato a diputado estatal por Río de Janeiro (1998 y 2002); candidato a diputado distrital (2010); candidato a la presidencia de la República (2018).[31] Dejó la disputa por el apoyo de su partido al precandidato Leandro Grass (PV).[32]
- Rosilene Corrêa (PT) - Profesora y directora del SINPRO-DF, incluso se lanzó como precandidata al Gobierno del Distrito Federal, pero el 31 de marzo, el directorio del PT-DF emitió un comunicado retirando su precandidatura y, posteriormente, la 4 de junio, apoyo confirmado al precandidato del PV, Leandro Grass.[33]
- José Roberto Arruda (PL) - Senador por el Distrito Federal (1995–2001); Diputado Federal por el Distrito Federal (2003–2007) y Gobernador del Distrito Federal (2007–2010). Afirmó que tomaría una decisión política para las elecciones en función de lo que fuera mejor para el presidente Jair Bolsonaro, y con ello anunció su retiro de la contienda y declaró su apoyo a la reelección de Ibaneis Rocha. Arruda también afirmó que intentará postularse para un escaño en la Cámara de Diputados, pero luego de una decisión del Tribunal Superior de Justicia (STJ) el 1 de agosto de 2022, nuevamente se le suspendieron sus derechos políticos y está a la espera de una decisión del Supremo Tribunal Federal (STF) para poder permanecer en la competencia de la Cámara.[34][35]
- Capitán Winston Lima (PRTB) - Al no tener la fuerza interna para sacar adelante su candidatura, el Capitán de Reserva retiró su nombre de la contienda, optando por postularse a una vacante en la Cámara de Diputados. Con eso, su partido apoyará a la senadora y candidata de la Federación (Ciudadana, PSDB), Izalci Lucas.[36]
- Paula Belmonte (Cidadania) - La diputada federal tuvo su nombre retirado del evento luego de que la Federación (Cidadanía, PSDB) optara por el nombre de la senadora Izalci Lucas (PSDB). Con esta elección, la parlamentaria acudió a las redes sociales para denunciar haber sufrido violencia política de género[37] cuando se pasó por alto su nombre. El Partido Social Cristiano (PSC), presidido en el DF por su esposo, Luís Felipe Belmonte, intentaría apoyar al senador José Antônio Reguffe que se terminó retirando.
- Rafael Parente (PSB) - Renunció a su candidatura para apoyar la candidatura de Leandro Grass a la Gobernación del Distrito Federal.[38]

## Candidatos al Senado Federal
Las convenciones del partido comenzaron el 20 de julio y se prolongaron hasta el 5 de agosto. Los siguientes partidos políticos ya han confirmado sus candidaturas. Los partidos políticos tienen hasta el 15 de agosto de 2022 para registrar formalmente a sus candidatos.

### Candidaturas oficiales
Candidato electo
| Senador(a)            | Senador(a)                            | Senador(a)   | Suplentes                               | Suplentes    | Suplentes | N.º | Coalición / Federación                               | Tiempo en franja |
| Candidato             | Partido                               | Partido      | Candidato                               | Partido      | Partido   | N.º | Coalición / Federación                               | Tiempo en franja |
| --------------------- | ------------------------------------- | ------------ | --------------------------------------- | ------------ | --------- | --- | ---------------------------------------------------- | ---------------- |
| Carlos Rodrigues      |                                       | PSD          | 1ª suplente: Fabiana Lacerda            |              | PSD       | 555 | DF para Todos PODE, PATRI, PSD, PSC, PMB             | 25s              |
| Carlos Rodrigues      | 2° suplente: João Cândido             | PSD          |                                         | PODE         |           | 555 | DF para Todos PODE, PATRI, PSD, PSC, PMB             | 25s              |
| Damares Alves         |                                       | Republicanos | 1º suplente: Manoel Arruda              |              | UNIÃO     | 100 | Unión por Brasilia UNIÃO, Republicanos               | 1m11s            |
| Damares Alves         | 2ª suplente: Pastor Egmar             | Republicanos |                                         | Republicanos |           | 100 | Unión por Brasilia UNIÃO, Republicanos               | 1m11s            |
| Elcimara De Souza     |                                       | PSTU         | 1° suplente: Renato Ferreira dos Santos |              | PSTU      | 160 |                                                      |                  |
| Elcimara De Souza     | 2° suplente: Sílvio Soares Filho      | PSTU         |                                         |              | PSTU      | 160 |                                                      |                  |
| Expedito Mendonça     |                                       | PCO          | 1º suplente: Ivo Brito                  |              | PCO       | 290 |                                                      |                  |
| Expedito Mendonça     | 2º suplente: Valmir Barbosa           | PCO          |                                         |              | PCO       | 290 |                                                      |                  |
| Flávia Arruda         |                                       | PL           | 1° suplente: Luiz Osvaldo Pastore       |              | MDB       | 222 | Unidos por el DF MDB, PP, PL, Avante, AGIR, PROS, SD | 1m27s            |
| Flávia Arruda         | 2° suplente: Godofredo Gonçalves      | PL           |                                         | PL           |           | 222 | Unidos por el DF MDB, PP, PL, Avante, AGIR, PROS, SD | 1m27s            |
| Joe Valle             |                                       | PDT          | 1° suplente: Georges Michel             |              | PDT       | 123 |                                                      | 21s              |
| Joe Valle             | 2ª suplente: Fabíola Consttâncio      | PDT          |                                         |              | PDT       | 123 |                                                      | 21s              |
| Marcelo Hipólito      |                                       | PTB          | 1° suplente: Sidney Pessôa              |              | PTB       | 142 |                                                      | 9s               |
| Marcelo Hipólito      | 2° suplente: Roberto Rachid           | PTB          |                                         |              | PTB       | 142 |                                                      | 9s               |
| Pedro Ivo de Souza    |                                       | REDE         | 1º suplente: Mutá Sanchez               |              | PSOL      | 180 | Federación (PSOL, REDE)                              | 10s              |
| Pedro Ivo de Souza    | 2º suplente: Mano Lima                | REDE         |                                         |              | PSOL      | 180 | Federación (PSOL, REDE)                              | 10s              |
| Rosilene Corrêa       |                                       | PT           | 1ª suplente: Mariana Rosa               |              | PT        | 133 | Federación Brasil de la Esperanza PT, PCdoB, PV      | 47s              |
| Rosilene Corrêa       | 2º suplente: Saulo Dias               | PT           |                                         |              | PT        | 133 | Federación Brasil de la Esperanza PT, PCdoB, PV      | 47s              |
| Jose Gabriel de Souza |                                       | DC           | 1° suplente: Joel Oliveira Amaral       |              | DC        | 270 |                                                      |                  |
| Jose Gabriel de Souza | 2° suplente: Virgílio Macedo de Souza | DC           |                                         |              | DC        | 270 |                                                      |                  |

### Candidaturas rechazadas por el TSE-DF
| Senador    | Senador                             | Senador | Suplentes                     | Suplentes | Suplentes | N.º | Coalición / Federación                                      | Razón del TSE-DF para rechazar |
| Candidato  | Roto                                | Roto    | Candidato                     | Roto      | Roto      | N.º | Coalición / Federación                                      | Razón del TSE-DF para rechazar |
| ---------- | ----------------------------------- | ------- | ----------------------------- | --------- | --------- | --- | ----------------------------------------------------------- | --- |
| Yara Prado |                                     | PSDB    | 1er suplente: Maestro Jô Lira |           | PSDB      | 456 | Fed. (PSDB, Cidadania)                                      | La Justicia rechazó la candidatura de Yara Prado al Senado. |
| Yara Prado | 2do suplente: Lourdinha Werneck     | PSDB    |                               |           | PSDB      | 456 | Fed. (PSDB, Cidadania)                                      | La Justicia rechazó la candidatura de Yara Prado al Senado. |
| Hélio José |                                     | SD      | 1er suplente: Roslano         |           | SD        | 777 | Para Cuidar de las Personas Fed. (PSDB, Cidadania), SD,PRTB | La decisión de rechazar la candidatura al Senado se tomó el 12 de septiembre, debido a que la convención de Solidaridad realizada para anunciar el apoyo a la candidatura de Izalci Lucas y el lanzamiento de la candidatura de Hélio al Senado se realizó fuera de plazo. Además, antes, el 26 de agosto, la TRE-DF había decidido que Solidariedad se reincorporara a la coalición que apoya a Ibaneis Rocha, imposibilitando así que Izalci llegue a un acuerdo con Hélio. |
| Hélio José | 2do suplente: médico franklin costa | SD      |                               |           | SD        | 777 | Para Cuidar de las Personas Fed. (PSDB, Cidadania), SD,PRTB | La decisión de rechazar la candidatura al Senado se tomó el 12 de septiembre, debido a que la convención de Solidaridad realizada para anunciar el apoyo a la candidatura de Izalci Lucas y el lanzamiento de la candidatura de Hélio al Senado se realizó fuera de plazo. Además, antes, el 26 de agosto, la TRE-DF había decidido que Solidariedad se reincorporara a la coalición que apoya a Ibaneis Rocha, imposibilitando así que Izalci llegue a un acuerdo con Hélio. |

### Candidatos que declinaron
- Ana Prestes (PCdoB) - Politóloga, profesora universitaria y ex secretaria de Educación en Contagem. Con el lanzamiento de la candidatura de Rosilene Corrêa (PT), la Federación Brasil de la Esperanza retiró automáticamente la candidatura de Prestes.
- Fernando Marques (PP) - Empresario y candidato a senador (2018); Marques esperaba ser candidato a senador o suplente en la lista del gobernador Ibaneis Rocha (MDB), pero terminó perdiendo el escaño frente a la diputada federal Flávia Arruda (PL), quien exigió nominar tanto al primer como al segundo suplente de la lista.[60]
- Alexandre Bispo (PSDB) - Ganadero. Con la entrada de Solidaridad, el exsenador Hélio José se lanzó como candidato al Senado en la boleta de Izalci Lucas, reemplazando así la candidatura de Alexandre Bispo.[61]

## Debates
| Fecha | Organizadores                         | Mediador          | Ibaneis (MDB) | Izalci (PSDB) | Grass (PV) | Leila (PDT) | Keka (PSOL) | Octávio (PSD) | Moreno (PTB) | Parente (PSB) |
| ----- | ------------------------------------- | ----------------- | ------------- | ------------- | ---------- | ----------- | ----------- | ------------- | ------------ | ------------- |
| 07/08 | Band Brasilia y BandNews FM Brasilia  | Millena Machado   | P             | P             | P          | P           | P           | P             | NI           | P             |
| 18/08 | Correio Braziliense y TV Brasilia     | Gláucia Guimarães | A             | P             | P          | P           | P           | P             | NI           | P             |
| 23/08 | Metrópolis                            | Larisa Alvarenga  | P             | P             | P          | P           | P           | P             | NI           | P             |
| 17/09 | SBT Brasilia y NovaBrasil FM Brasilia | Felipe Malta      | A             | P             | P          | P           | P           | P             | P            | A             |
| 27/09 | TV Globo Brasilia                     | Antônio de Castro | P             | P             | P          | P           | P           | P             | P            | A             |

## Encuestas

### Gobernador
O primeiro turno está marcado para acontecer em 2 de outubro de 2022.
| Encuestadora                | Fecha | Muestra | Ibaneis MDB                                                                                                   | Octávio PSD                                                                                                   | Leila PDT | Grass PV | Izalci PSDB                                                                                                   | Moreno PTB | Keka PSOL | Salles DC | Otros | NS/NR | Ventaja |    |    |    |    |     |     |
| --------------------------- | --- | --- | --- | --- | --- | --- | --- | --- | --- | --- | --- | --- | --- | -- | -- | -- | -- | --- | --- |
| Encuestadora                | Fecha | Muestra | Real Time Big Data                                                                                            | 27–28 de setembro de 2022                                                                                     | 1.000 | 44% | 8% | 7% | 17% | 7% | Otros | NS/NR | Ventaja | 1% | 2% | 0% | 1% | 13% | 27% |
| Ipec                        | 24–26 de setembro de 2022                                                                                     | 1.504 | 43% | 8% | 6% | 16% | 9% | 2% | 1% | 0% | 1% | 14% | 27% |    |    |    |    |     |     |
| Opinião/Correio Braziliense | 22–24 de setembro de 2022                                                                                     | 1.099 | 41,2% | 13,2% | 10,1% | 10,1% | 3,8% | 2% | 1,1% | 1,3% | 1,2% | 17,1% | 28% |    |    |    |    |     |     |
| Ipec                        | 18–20 de setembro de 2022                                                                                     | 1.504 | 40% | 8% | 9% | 13% | 5% | 2% | 2% | 1% | | 20% | 27% |    |    |    |    |     |     |
| Metrópoles/Ideia            | 14–19 de setembro de 2022                                                                                     | 1.200 | 44,1% | 8,5% | 10% | 6% | 5,5% | 0% | 0,8% | 0,2% | 1,6% | 23,3% | 34,1% |    |    |    |    |     |     |
| Real Time Big Data          | 9–10 de setembro de 2022                                                                                      | 1.000 | 47% | 8% | 9% | 10% | 5% | 1% | 1% | 0% | 1% | 18% | 37% |    |    |    |    |     |     |
| Ipec                        | 3–5 de setembro de 2022                                                                                       | 1.200 | 46% | 9% | 9% | 8% | 5% | 1% | 1% | 0% | 1% | 20% | 37% |    |    |    |    |     |     |
| Opinião/Correio Braziliense | 1–3 de setembro de 2022                                                                                       | 1.105 | 42,8% | 10,7% | 10,9% | 5,5% | 4,7% | 1,1% | 1,2% | 0,7% | 1,6% | 20,9% | 31,9% |    |    |    |    |     |     |
| Ipec                        | 27–29 de agosto de 2022                                                                                       | 1.200 | 41% | 9% | 9% | 7% | 5% | 1% | 1% | 0% | 3% | 24% | 32% |    |    |    |    |     |     |
| 25 de agosto de 2022        | Rafael Parente renunció a su candidatura a la Gobernación del DF y declaró su apoyo a Leandro Grass.          | Rafael Parente renunció a su candidatura a la Gobernación del DF y declaró su apoyo a Leandro Grass.          | Rafael Parente renunció a su candidatura a la Gobernación del DF y declaró su apoyo a Leandro Grass.          | Rafael Parente renunció a su candidatura a la Gobernación del DF y declaró su apoyo a Leandro Grass.          | Rafael Parente renunció a su candidatura a la Gobernación del DF y declaró su apoyo a Leandro Grass.          | Rafael Parente renunció a su candidatura a la Gobernación del DF y declaró su apoyo a Leandro Grass.          | Rafael Parente renunció a su candidatura a la Gobernación del DF y declaró su apoyo a Leandro Grass.          | Rafael Parente renunció a su candidatura a la Gobernación del DF y declaró su apoyo a Leandro Grass.          | Rafael Parente renunció a su candidatura a la Gobernación del DF y declaró su apoyo a Leandro Grass.          | Rafael Parente renunció a su candidatura a la Gobernación del DF y declaró su apoyo a Leandro Grass.          | Rafael Parente renunció a su candidatura a la Gobernación del DF y declaró su apoyo a Leandro Grass.          | Rafael Parente renunció a su candidatura a la Gobernación del DF y declaró su apoyo a Leandro Grass.          | Rafael Parente renunció a su candidatura a la Gobernación del DF y declaró su apoyo a Leandro Grass.          |    |    |    |    |     |     |
| Encuestadora                | Fecha | Muestra | Ibaneis MDB                                                                                                   | Octávio PSD                                                                                                   | Rafael PSB | Grass PV | Izalci PSDB                                                                                                   | Leila PDT | Keka PSOL | Salles DC | Otros | NS/NR | Ventaja |    |    |    |    |     |     |
| Encuestadora                | Fecha | Muestra | | | | | | | | | Otros | NS/NR | Ventaja |    |    |    |    |     |     |
| Opinião/Correio Braziliense | 18–20 de agosto de 2022                                                                                       | 1.111 | 38,6% | 11,2% | 2,3% | 5,6% | 5,2% | 8,1% | 2% | 1,2% | 3,3% | 23,7% | 27,4% |    |    |    |    |     |     |
| Metrópoles/Ideia            | 13–18 de agosto de 2022                                                                                       | 1.200 | 39,9% | 7,2% | 4,5% | 4% | 6,2% | 9% | 1,5% | 0,5% | 0,3% | 26,9% | 30,9% |    |    |    |    |     |     |
| Paraná Pesquisas            | 13–17 de agosto de 2022                                                                                       | 1.540 | 38,7% | 10,9% | 2,5% | 3,4% | 5,4% | 9,8% | 1,8% | 1,1% | 2,7% | 23,6% | 27,8% |    |    |    |    |     |     |
| Ipec                        | 9–15 de agosto de 2022                                                                                        | 1.200 | 38% | 9% | 3% | 4% | 5% | 8% | 2% | 1% | | 29% | 27% |    |    |    |    |     |     |
| 9 de agosto de 2022         | José Reguffe su candidatura fue retirada por el partido y el partido decidió apoyar la reelección de Ibaneis. | José Reguffe su candidatura fue retirada por el partido y el partido decidió apoyar la reelección de Ibaneis. | José Reguffe su candidatura fue retirada por el partido y el partido decidió apoyar la reelección de Ibaneis. | José Reguffe su candidatura fue retirada por el partido y el partido decidió apoyar la reelección de Ibaneis. | José Reguffe su candidatura fue retirada por el partido y el partido decidió apoyar la reelección de Ibaneis. | José Reguffe su candidatura fue retirada por el partido y el partido decidió apoyar la reelección de Ibaneis. | José Reguffe su candidatura fue retirada por el partido y el partido decidió apoyar la reelección de Ibaneis. | José Reguffe su candidatura fue retirada por el partido y el partido decidió apoyar la reelección de Ibaneis. | José Reguffe su candidatura fue retirada por el partido y el partido decidió apoyar la reelección de Ibaneis. | José Reguffe su candidatura fue retirada por el partido y el partido decidió apoyar la reelección de Ibaneis. | José Reguffe su candidatura fue retirada por el partido y el partido decidió apoyar la reelección de Ibaneis. | José Reguffe su candidatura fue retirada por el partido y el partido decidió apoyar la reelección de Ibaneis. | José Reguffe su candidatura fue retirada por el partido y el partido decidió apoyar la reelección de Ibaneis. |    |    |    |    |     |     |
| Encuestadora                | Fecha | Muestra | Ibaneis MDB                                                                                                   | Reguffe UNIÃO                                                                                                 | Rafael PSB | Grass PV | Izalci PSDB                                                                                                   | Leila PDT | Keka PSOL | Salles DC | Otros | NS/NR | Ventaja |    |    |    |    |     |     |
| Encuestadora                | Fecha | Muestra | | | | | | | | | Otros | NS/NR | Ventaja |    |    |    |    |     |     |
| Real Time Big Data          | 22–23 de julho de 2022                                                                                        | 1.500 | 35% | 21% | 2% | 8% | 3% | 5% | 1% | – | 1% | 24% | 14% |    |    |    |    |     |     |
| Real Time Big Data          | 22–23 de julho de 2022                                                                                        | 1.500 | 36% | 22% | – | 9% | – | 6% | 1% | | | 26% | 14% |    |    |    |    |     |     |
| 19 de julho de 2022         | José Roberto Arruda se retira de postularse para gobernador Distrito Federal y declarar su apoyo a Ibaneis.   | José Roberto Arruda se retira de postularse para gobernador Distrito Federal y declarar su apoyo a Ibaneis.   | José Roberto Arruda se retira de postularse para gobernador Distrito Federal y declarar su apoyo a Ibaneis.   | José Roberto Arruda se retira de postularse para gobernador Distrito Federal y declarar su apoyo a Ibaneis.   | José Roberto Arruda se retira de postularse para gobernador Distrito Federal y declarar su apoyo a Ibaneis.   | José Roberto Arruda se retira de postularse para gobernador Distrito Federal y declarar su apoyo a Ibaneis.   | José Roberto Arruda se retira de postularse para gobernador Distrito Federal y declarar su apoyo a Ibaneis.   | José Roberto Arruda se retira de postularse para gobernador Distrito Federal y declarar su apoyo a Ibaneis.   | José Roberto Arruda se retira de postularse para gobernador Distrito Federal y declarar su apoyo a Ibaneis.   | José Roberto Arruda se retira de postularse para gobernador Distrito Federal y declarar su apoyo a Ibaneis.   | José Roberto Arruda se retira de postularse para gobernador Distrito Federal y declarar su apoyo a Ibaneis.   | José Roberto Arruda se retira de postularse para gobernador Distrito Federal y declarar su apoyo a Ibaneis.   | José Roberto Arruda se retira de postularse para gobernador Distrito Federal y declarar su apoyo a Ibaneis.   |    |    |    |    |     |     |
| Encuestadora                | Fecha | Muestra | Ibaneis MDB                                                                                                   | Reguffe UNIÃO                                                                                                 | Arruda PL | Leila PDT | Rafael PSB | Izalci PSDB                                                                                                   | Grass PV | Rosilene PT                                                                                                   | Otros | NS/NR | Ventaja |    |    |    |    |     |     |
| Encuestadora                | Fecha | Muestra | | | | | | | | | Otros | NS/NR | Ventaja |    |    |    |    |     |     |
| Metrópoles/Ideia            | 13–17 de julho de 2022                                                                                        | 1.200 | 29,1% | 12,6% | 22,2% | 6,8% | 4,6% | 5% | 3% | – | 1,9% | 14,8% | 6,9% |    |    |    |    |     |     |
| Quaest                      | 11–14 de julho de 2022                                                                                        | 1.500 | 28% | 11% | 25% | 9% | 2% | 5% | 4% | – | 1% | 15% | 3% |    |    |    |    |     |     |
| Instituto Iveritas          | 28 de junho–1 de julho de 2022                                                                                | 1.536 | 41% | 9,5% | 20,6% | 8% | 0,9% | – | 2% | – | 2% | 16,1% | 20,4% |    |    |    |    |     |     |
| Instituto Iveritas          | 28 de junho–1 de julho de 2022                                                                                | 1.536 | 41,7% | – | 21,4% | 9,1% | 1,2% | – | 2,3% | – | 6,5% | 17,8% | 20,3% |    |    |    |    |     |     |
| Metrópoles/Ideia            | 16–21 de junho de 2022                                                                                        | 1.200 | 34,5% | 14,8% | – | 7% | 5,8% | 4,5% | 3,5% | – | 2,6% | 27,4% | 19,7% |    |    |    |    |     |     |
| Paraná Pesquisas            | 6–10 de junho de 2022                                                                                         | 1.540 | 40% | – | – | 11,6% | 2,3% | – | 3,4% | – | 22,8% | 19,9% | 17,2% |    |    |    |    |     |     |
| Paraná Pesquisas            | 6–10 de junho de 2022                                                                                         | 1.540 | 41,1% | 16% | – | 12,5% | 2,5% | – | 3,7% | – | 0,7% | 23,5% | 25,1% |    |    |    |    |     |     |
| Paraná Pesquisas            | 6–10 de junho de 2022                                                                                         | 1.540 | 48,5% | – | – | – | – | – | – | – | 33,4% | 18% | 15,1% |    |    |    |    |     |     |
| Paraná Pesquisas            | 6–10 de junho de 2022                                                                                         | 1.540 | 49,4% | 26,7% | – | – | – | – | – | – | | 23,9% | 22,7% |    |    |    |    |     |     |
| Real Time Big Data          | 6–7 de junho de 2022                                                                                          | 1.500 | 28% | 16% | 17% | 5% | 1% | – | 4% | – | 1% | 28% | 11% |    |    |    |    |     |     |
| Real Time Big Data          | 6–7 de junho de 2022                                                                                          | 1.500 | 28% | 17% | 18% | 5% | 1% | – | – | 2% | 1% | 28% | 10% |    |    |    |    |     |     |
| Real Time Big Data          | 6–7 de junho de 2022                                                                                          | 1.500 | 31% | – | 20% | 6% | 2% | – | 4% | – | 3% | 34% | 11% |    |    |    |    |     |     |
| Real Time Big Data          | 6–7 de junho de 2022                                                                                          | 1.500 | 31% | – | 21% | 7% | 1% | – | – | 2% | 3% | 35% | 10% |    |    |    |    |     |     |
| Real Time Big Data          | 6–7 de junho de 2022                                                                                          | 1.500 | 31% | – | 19% | 6% | 2% | 3% | 4% | – | 1% | 34% | 12% |    |    |    |    |     |     |
| Real Time Big Data          | 6–7 de junho de 2022                                                                                          | 1.500 | 37% | – | – | 9% | 2% | – | 6% | – | 5% | 41% | 28% |    |    |    |    |     |     |
| Metrópoles/Ideia            | 11–16 de maio de 2022                                                                                         | 1.200 | 30% | 10,6% | – | 6% | 6% | 5,4% | 2,9% | 1,1% | 11,5% | 26,7% | 19,4% |    |    |    |    |     |     |
| 23–30 de março de 2022      | José Reguffe sale de Podemos y se une a Unión Brasil. Leila Barros se une al PDT.                             | José Reguffe sale de Podemos y se une a Unión Brasil. Leila Barros se une al PDT.                             | José Reguffe sale de Podemos y se une a Unión Brasil. Leila Barros se une al PDT.                             | José Reguffe sale de Podemos y se une a Unión Brasil. Leila Barros se une al PDT.                             | José Reguffe sale de Podemos y se une a Unión Brasil. Leila Barros se une al PDT.                             | José Reguffe sale de Podemos y se une a Unión Brasil. Leila Barros se une al PDT.                             | José Reguffe sale de Podemos y se une a Unión Brasil. Leila Barros se une al PDT.                             | José Reguffe sale de Podemos y se une a Unión Brasil. Leila Barros se une al PDT.                             | José Reguffe sale de Podemos y se une a Unión Brasil. Leila Barros se une al PDT.                             | José Reguffe sale de Podemos y se une a Unión Brasil. Leila Barros se une al PDT.                             | José Reguffe sale de Podemos y se une a Unión Brasil. Leila Barros se une al PDT.                             | José Reguffe sale de Podemos y se une a Unión Brasil. Leila Barros se une al PDT.                             | José Reguffe sale de Podemos y se une a Unión Brasil. Leila Barros se une al PDT.                             |    |    |    |    |     |     |
| Encuestadora                | Fecha | Muestra | Ibaneis MDB                                                                                                   | Reguffe PODE                                                                                                  | Flávia PL | Leila IND | Octávio PSD                                                                                                   | Izalci PSDB                                                                                                   | Grass PV | Rosilene PT                                                                                                   | Otros | NS/NR | Ventaja |    |    |    |    |     |     |
| Encuestadora                | Fecha | Muestra | | | | | | | | | Otros | NS/NR | Ventaja |    |    |    |    |     |     |
| Real Time Big Data          | 18–19 de março de 2022                                                                                        | 1.500 | 27% | 15% | 15% | 3% | – | 5% | 2% | 1% | | 32% | 12% |    |    |    |    |     |     |
| Real Time Big Data          | 18–19 de março de 2022                                                                                        | 1.500 | 33% | 18% | – | 4% | – | 6% | 2% | 1% | | 36% | 15% |    |    |    |    |     |     |
| Real Time Big Data          | 18–19 de março de 2022                                                                                        | 1.500 | 35% | – | 17% | 5% | – | 7% | 2% | 1% | | 33% | 18% |    |    |    |    |     |     |
| Real Time Big Data          | 18–19 de março de 2022                                                                                        | 1.500 | 24% | 15% | 12% | – | 9% | 5% | – | – | | 35% | 9% |    |    |    |    |     |     |
| Real Time Big Data          | 18–19 de março de 2022                                                                                        | 1.500 | 28% | 20% | 16% | – | – | – | – | – | | 36% | 8% |    |    |    |    |     |     |

### Senador Federal
| Encuestadora                            | Fecha | Muestra | Damares REP | Flávia PL | Pedro REDE | Rosilene PT | Hélio SD | Valle PDT | Carlos PSD | Souza DC | Otros | NS/NR | Ventaja |    |    |    |  |     |    |
| --------------------------------------- | --- | --- | --- | --- | --- | --- | --- | --- | --- | --- | --- | --- | --- | -- | -- | -- |  | --- | -- |
| Encuestadora                            | Fecha | Muestra | Real Time Big Data | 27–28 de setembro de 2022 | 1.000 | 29% | 28% | 1% | 14% | 1% | Otros | NS/NR | Ventaja | 4% | 1% | 1% |  | 21% | 1% |
| Ipec                                    | 24–26 de setembro de 2022 | 1.504 | 28% | 28% | 1% | 12% | 1% | 2% | 1% | 1% | 4% | 22% | Empate |    |    |    |  |     |    |
| Opinião/Correio Braziliense             | 22–24 de setembro de 2022 | 1.099 | 25,6% | 31,6% | 1,4% | 7,5% | – | 2,7% | 0,4% | 0,9% | 1,9% | 27,9% | 6% |    |    |    |  |     |    |
| Ipec                                    | 18–20 de setembro de 2022 | 1.504 | 21% | 28% | 1% | 13% | 1% | 4% | 1% | 1% | 2% | 28% | 7% |    |    |    |  |     |    |
| Metrópoles/Ideia                        | 14–19 de setembro de 2022 | 1.200 | 18% | 30% | 1,3% | 9,4% | 0,2% | 2,1% | 0,1% | 0,3% | 1,7% | 37% | 12% |    |    |    |  |     |    |
| Real Time Big Data                      | 9–10 de setembro de 2022 | 1.000 | 22% | 28% | 1% | 13% | 1% | 3% | 1% | 1% | | 30% | 6% |    |    |    |  |     |    |
| Ipec                                    | 3–5 de setembro de 2022 | 1.200 | 19% | 31% | 1% | 9% | 1% | 3% | 1% | 2% | 2% | 33% | 12% |    |    |    |  |     |    |
| Opinião/Correio Braziliense             | 1–3 de setembro de 2022 | 1.105 | 15,4% | 35,4% | 2,4% | 7,1% | – | 2,7% | 0,7% | 1,6% | 2,7% | 31,6% | 20% |    |    |    |  |     |    |
| Ipec                                    | 27–29 de agosto de 2022 | 1.200 | 16% | 31% | 1% | 5% | 1% | 3% | 2% | 3% | 3% | 38% | 15% |    |    |    |  |     |    |
| 21 de agosto de 2022                    | La placa de Izalci Lucas (PSDB) eliminó el nombre de Alexandre Bispo (PSDB) e indicó el nombre de Hélio José (SD) para disputar el Senado. | La placa de Izalci Lucas (PSDB) eliminó el nombre de Alexandre Bispo (PSDB) e indicó el nombre de Hélio José (SD) para disputar el Senado. | La placa de Izalci Lucas (PSDB) eliminó el nombre de Alexandre Bispo (PSDB) e indicó el nombre de Hélio José (SD) para disputar el Senado. | La placa de Izalci Lucas (PSDB) eliminó el nombre de Alexandre Bispo (PSDB) e indicó el nombre de Hélio José (SD) para disputar el Senado. | La placa de Izalci Lucas (PSDB) eliminó el nombre de Alexandre Bispo (PSDB) e indicó el nombre de Hélio José (SD) para disputar el Senado. | La placa de Izalci Lucas (PSDB) eliminó el nombre de Alexandre Bispo (PSDB) e indicó el nombre de Hélio José (SD) para disputar el Senado. | La placa de Izalci Lucas (PSDB) eliminó el nombre de Alexandre Bispo (PSDB) e indicó el nombre de Hélio José (SD) para disputar el Senado. | La placa de Izalci Lucas (PSDB) eliminó el nombre de Alexandre Bispo (PSDB) e indicó el nombre de Hélio José (SD) para disputar el Senado. | La placa de Izalci Lucas (PSDB) eliminó el nombre de Alexandre Bispo (PSDB) e indicó el nombre de Hélio José (SD) para disputar el Senado. | La placa de Izalci Lucas (PSDB) eliminó el nombre de Alexandre Bispo (PSDB) e indicó el nombre de Hélio José (SD) para disputar el Senado. | La placa de Izalci Lucas (PSDB) eliminó el nombre de Alexandre Bispo (PSDB) e indicó el nombre de Hélio José (SD) para disputar el Senado. | La placa de Izalci Lucas (PSDB) eliminó el nombre de Alexandre Bispo (PSDB) e indicó el nombre de Hélio José (SD) para disputar el Senado. | La placa de Izalci Lucas (PSDB) eliminó el nombre de Alexandre Bispo (PSDB) e indicó el nombre de Hélio José (SD) para disputar el Senado. |    |    |    |  |     |    |
| Encuestadora                            | Fecha | Muestra | Damares REP | Flávia PL | Pedro REDE | Rosilene PT | Bispo PSDB | Mendonça PCO | Carlos PSD | Eicamara PSTU | Otros | NS/NR | Ventaja |    |    |    |  |     |    |
| Encuestadora                            | Fecha | Muestra | | | | | | | | | Otros | NS/NR | Ventaja |    |    |    |  |     |    |
| Opinião/Correio Braziliense             | 18–20 de agosto de 2022 | 1.111 | 10,9% | 32% | 3,3% | 5% | 1,5% | 0,6% | 1,4% | – | 7,2% | – | 21,1% |    |    |    |  |     |    |
| Metrópoles/Ideia                        | 13–18 de agosto de 2022 | 1.200 | 16% | 29,9% | 1,2% | 5,8% | – | – | 0,7% | 1,7% | – | 44,9% | 13,9% |    |    |    |  |     |    |
| Paraná Pesquisas                        | 13–17 de agosto de 2022 | 1.540 | 17,3% | 36,1% | 1,5% | 4,8% | 1,2% | 1,1% | 2,3% | 1,4% | 2,9% | 31,4% | 18,8% |    |    |    |  |     |    |
| Ipec                                    | 9–15 de agosto de 2022 | 1.200 | 15% | 36% | 2% | 5% | – | 1% | 1% | 1% | – | 17% | 21% |    |    |    |  |     |    |
| 5 de agosto de 2022                     | Los Republicanos se retracta de su decisión inicial y decide lanzar la candidatura de Damares Alves al Senado Federal por separado. Fernando Marques (PP) terminó perdiendo el lugar en la lista de Ibaneis al Senado por Flávia Arruda (PL). | Los Republicanos se retracta de su decisión inicial y decide lanzar la candidatura de Damares Alves al Senado Federal por separado. Fernando Marques (PP) terminó perdiendo el lugar en la lista de Ibaneis al Senado por Flávia Arruda (PL). | Los Republicanos se retracta de su decisión inicial y decide lanzar la candidatura de Damares Alves al Senado Federal por separado. Fernando Marques (PP) terminó perdiendo el lugar en la lista de Ibaneis al Senado por Flávia Arruda (PL). | Los Republicanos se retracta de su decisión inicial y decide lanzar la candidatura de Damares Alves al Senado Federal por separado. Fernando Marques (PP) terminó perdiendo el lugar en la lista de Ibaneis al Senado por Flávia Arruda (PL). | Los Republicanos se retracta de su decisión inicial y decide lanzar la candidatura de Damares Alves al Senado Federal por separado. Fernando Marques (PP) terminó perdiendo el lugar en la lista de Ibaneis al Senado por Flávia Arruda (PL). | Los Republicanos se retracta de su decisión inicial y decide lanzar la candidatura de Damares Alves al Senado Federal por separado. Fernando Marques (PP) terminó perdiendo el lugar en la lista de Ibaneis al Senado por Flávia Arruda (PL). | Los Republicanos se retracta de su decisión inicial y decide lanzar la candidatura de Damares Alves al Senado Federal por separado. Fernando Marques (PP) terminó perdiendo el lugar en la lista de Ibaneis al Senado por Flávia Arruda (PL). | Los Republicanos se retracta de su decisión inicial y decide lanzar la candidatura de Damares Alves al Senado Federal por separado. Fernando Marques (PP) terminó perdiendo el lugar en la lista de Ibaneis al Senado por Flávia Arruda (PL). | Los Republicanos se retracta de su decisión inicial y decide lanzar la candidatura de Damares Alves al Senado Federal por separado. Fernando Marques (PP) terminó perdiendo el lugar en la lista de Ibaneis al Senado por Flávia Arruda (PL). | Los Republicanos se retracta de su decisión inicial y decide lanzar la candidatura de Damares Alves al Senado Federal por separado. Fernando Marques (PP) terminó perdiendo el lugar en la lista de Ibaneis al Senado por Flávia Arruda (PL). | Los Republicanos se retracta de su decisión inicial y decide lanzar la candidatura de Damares Alves al Senado Federal por separado. Fernando Marques (PP) terminó perdiendo el lugar en la lista de Ibaneis al Senado por Flávia Arruda (PL). | Los Republicanos se retracta de su decisión inicial y decide lanzar la candidatura de Damares Alves al Senado Federal por separado. Fernando Marques (PP) terminó perdiendo el lugar en la lista de Ibaneis al Senado por Flávia Arruda (PL). | Los Republicanos se retracta de su decisión inicial y decide lanzar la candidatura de Damares Alves al Senado Federal por separado. Fernando Marques (PP) terminó perdiendo el lugar en la lista de Ibaneis al Senado por Flávia Arruda (PL). |    |    |    |  |     |    |
| Encuestadora                            | Fecha | Muestra | Paulo PSD | Flávia PL | Pedro REDE | Rosilene PT | Paula Cidadania | Roque NOVO | Marques PP | Eicamara PSTU | Otros | NS/NR | Ventaja |    |    |    |  |     |    |
| Encuestadora                            | Fecha | Muestra | | | | | | | | | Otros | NS/NR | Ventaja |    |    |    |  |     |    |
| Real Time Big Data                      | 22–23 de julho de 2022 | 1.500 | – | 29% | – | 13% | 7% | 4% | 1% | 0% | – | 46% | 16% |    |    |    |  |     |    |
| 19 de julho de 2022                     | Damares Alves se retira de postularse para el Senado Federal. | Damares Alves se retira de postularse para el Senado Federal. | Damares Alves se retira de postularse para el Senado Federal. | Damares Alves se retira de postularse para el Senado Federal. | Damares Alves se retira de postularse para el Senado Federal. | Damares Alves se retira de postularse para el Senado Federal. | Damares Alves se retira de postularse para el Senado Federal. | Damares Alves se retira de postularse para el Senado Federal. | Damares Alves se retira de postularse para el Senado Federal. | Damares Alves se retira de postularse para el Senado Federal. | Damares Alves se retira de postularse para el Senado Federal. | Damares Alves se retira de postularse para el Senado Federal. | Damares Alves se retira de postularse para el Senado Federal. |    |    |    |  |     |    |
| Encuestadora                            | Fecha | Muestra | Flávia PL | Reguffe UNIÃO | Damares REP | Paulo PSD | Rosilene PT | Paula Cidadania | Roque NOVO | Ana PCdoB | Otros | NS/NR | Ventaja |    |    |    |  |     |    |
| Encuestadora                            | Fecha | Muestra | | | | | | | | | Otros | NS/NR | Ventaja |    |    |    |  |     |    |
| Metrópoles/Ideia                        | 13–17 de julho de 2022 | 1.200 | 23,2% | – | 14% | 11% | 2,2% | – | 2,3% | – | 0,1% | 47,3% | 9,2% |    |    |    |  |     |    |
| Quaest                                  | 11–14 de julho de 2022 | 1.500 | 36% | 9% | 9% | – | 4% | 8% | 1% | 2% | 1% | 29% | 27% |    |    |    |  |     |    |
| Metrópoles/Ideia                        | 16–21 de junho de 2022 | 1.200 | 19% | 16,4% | 14% | – | 2,6% | 3,8% | 2,3% | 1% | 0,3% | 40,2% | 2,6% |    |    |    |  |     |    |
| Opinião Política                        | 9–11 de junho de 2022 | 1.159 | 36,9% | – | 10,1% | – | 6,3% | 6,1% | 3,1% | – | 5,8% | 31,9% | 26,8% |    |    |    |  |     |    |
| Opinião Política                        | 9–11 de junho de 2022 | 1.159 | 31,3% | 11,9% | 9,6% | 9,6% | 6,7% | – | 2,4% | – | 3,8% | 24,5% | 19,4% |    |    |    |  |     |    |
| Opinião Política                        | 9–11 de junho de 2022 | 1.159 | 34% | 12,1% | – | 9,3% | 7% | 4,6% | 2,4% | – | 4,1% | 26,6% | 21,9% |    |    |    |  |     |    |
| Paraná Pesquisas                        | 6–10 de junho de 2022 | 1.540 | 35,6% | – | 21,4% | – | 3,3% | 6,2% | 2,2% | – | – | 31,4% | 14,2% |    |    |    |  |     |    |
| Paraná Pesquisas                        | 6–10 de junho de 2022 | 1.540 | – | 21,4% | 21,4% | 11,4% | 3,2% | 5,9% | 2,3% | – | – | 34,5% | Empate |    |    |    |  |     |    |
| Real Time Big Data                      | 6–7 de junho de 2022 | 1.500 | 16% | 17% | 16% | 7% | – | – | 2% | – | 16% | 26% | 1% |    |    |    |  |     |    |
| Real Time Big Data                      | 6–7 de junho de 2022 | 1.500 | 16% | 20% | 16% | 8% | – | – | – | – | 8% | 32% | 4% |    |    |    |  |     |    |
| Real Time Big Data                      | 6–7 de junho de 2022 | 1.500 | 17% | – | 17% | 8% | – | 3% | 2% | – | 16% | 37% | Empate |    |    |    |  |     |    |
| Real Time Big Data                      | 6–7 de junho de 2022 | 1.500 | 17% | – | 17% | 9% | – | 4% | 2% | – | 10% | 41% | Empate |    |    |    |  |     |    |
| Metrópoles/Ideia                        | 11–16 de maio de 2022 | 1.200 | 14,6% | 13,9% | 11,4% | – | – | – | 2,8% | 0,6% | 13% | 43,7% | 0,7% |    |    |    |  |     |    |
| 23 de março de 2022 – 3 de maio de 2022 | José Reguffe sale de Podemos y se une a União Brasil. Erika Kokay desiste de correr al Senado Federal. | José Reguffe sale de Podemos y se une a União Brasil. Erika Kokay desiste de correr al Senado Federal. | José Reguffe sale de Podemos y se une a União Brasil. Erika Kokay desiste de correr al Senado Federal. | José Reguffe sale de Podemos y se une a União Brasil. Erika Kokay desiste de correr al Senado Federal. | José Reguffe sale de Podemos y se une a União Brasil. Erika Kokay desiste de correr al Senado Federal. | José Reguffe sale de Podemos y se une a União Brasil. Erika Kokay desiste de correr al Senado Federal. | José Reguffe sale de Podemos y se une a União Brasil. Erika Kokay desiste de correr al Senado Federal. | José Reguffe sale de Podemos y se une a União Brasil. Erika Kokay desiste de correr al Senado Federal. | José Reguffe sale de Podemos y se une a União Brasil. Erika Kokay desiste de correr al Senado Federal. | José Reguffe sale de Podemos y se une a União Brasil. Erika Kokay desiste de correr al Senado Federal. | José Reguffe sale de Podemos y se une a União Brasil. Erika Kokay desiste de correr al Senado Federal. | José Reguffe sale de Podemos y se une a União Brasil. Erika Kokay desiste de correr al Senado Federal. | José Reguffe sale de Podemos y se une a União Brasil. Erika Kokay desiste de correr al Senado Federal. |    |    |    |  |     |    |
| Encuestadora                            | Fecha | Muestra | Flávia PL | Reguffe PODE | Chaves IND | Paulo PSD | Kokay PT | Buarque Cidadania | Heloísa REDE | Rafael PSB | Otros | NS/NR | Ventaja |    |    |    |  |     |    |
| Encuestadora                            | Fecha | Muestra | | | | | | | | | Otros | NS/NR | Ventaja |    |    |    |  |     |    |
| Real Time Big Data                      | 18–19 de março de 2022 | 1.500 | 19% | 21% | 7% | 10% | – | 8% | 2% | – | – | 33% | 2% |    |    |    |  |     |    |
| Real Time Big Data                      | 18–19 de março de 2022 | 1.500 | – | – | 13% | 13% | – | 19% | – | 4% | – | 51% | 6% |    |    |    |  |     |    |
| Real Time Big Data                      | 18–19 de março de 2022 | 1.500 | 23% | – | – | 11% | – | 15% | – | 4% | – | 47% | 8% |    |    |    |  |     |    |
| Real Time Big Data                      | 18–19 de março de 2022 | 1.500 | – | 22% | 12% | 13% | – | | – | | – | 41% | 9% |    |    |    |  |     |    |

## Resultados

### Gobernador
| Candidatos                                                                        | Candidatos                | Candidatos                  | Votos     | %      |
| Gobernador/a                                                                      | Gobernador/a              | Vicegobernador/a            | Votos     | %      |
| --------------------------------------------------------------------------------- | ------------------------- | --------------------------- | --------- | ------ |
|                                                                                   | Ibaneis Rocha (MDB)       | Celina Leão (PP)            | 832,633   | 50,30  |
|                                                                                   | Leandro Grass (PV)        | Olgamir Amancia (PCdoB)     | 434,587   | 26,25  |
|                                                                                   | Paulo Octávio Po (PSD)    | Felipe Belmonte (PSC)       | 123,715   | 7,47   |
|                                                                                   | Coronel Moreno (PTB)      | Luiz Gustavo (PTB)          | 94,100    | 5,68   |
|                                                                                   | Leila Barros (PDT)        | Guilherme Campelo (PDT)     | 79,597    | 4,81   |
|                                                                                   | Izalci Lucas (PSDB)       | Beth Cupertino (PRTB)       | 70,584    | 4,26   |
|                                                                                   | Keka Bagno (PSOL)         | Toni de Castro (PSOL)       | 13,613    | 0,82   |
|                                                                                   | Lucas Salles (DC)         | Pastora Suelene (DC)        | 4,218     | 0,25   |
|                                                                                   | Teodoro da Cruz (PCB)     | Jamil Magari (PCB)          | 1,155     | 0,07   |
|                                                                                   | Robson da Silva (PSTU)    | Eduardo Rennó Zanata (PSTU) | 841       | 0,05   |
|                                                                                   | Renan Arruda (PCO)        | Mauro Moura (PCO)           | 373       | 0,02   |
|                                                                                   |                           |                             |           |        |
| Votos válidos                                                                     | Votos válidos             | Votos válidos               | 1,655,043 | 91,59  |
| Votos nulos                                                                       | Votos nulos               | Votos nulos                 | 86,099    | 4,76   |
| Votos en blanco                                                                   | Votos en blanco           | Votos en blanco             | 65,969    | 3,65   |
| Total                                                                             | Total                     | Total                       | 1,807,484 | 100,00 |
| Registrados/Participación                                                         | Registrados/Participación | Registrados/Participación   | 2,193,783 | 82,39  |
|                                                                                   |                           |                             |           |        |
| Fuente: Justiça Eleitoral Archivado el 2 de noviembre de 2022 en Wayback Machine. |                           |                             |           |        |

### Senador Federal
| Candidato                                                                         | Candidato                 | Partido                   | Votos     | %      |
| --------------------------------------------------------------------------------- | ------------------------- | ------------------------- | --------- | ------ |
|                                                                                   | Damares Alves             | Republicanos              | 714,562   | 44,98  |
|                                                                                   | Flávia Arruda             | PL                        | 429,676   | 27,05  |
|                                                                                   | Rosilene Corrêa           | PT                        | 356,198   | 22,42  |
|                                                                                   | Joe Valle                 | PDT                       | 49,310    | 3,10   |
|                                                                                   | Yara Prado                | PSDB                      | 9,676     | 0,61   |
|                                                                                   | Carlos Rodrigues          | PSD                       | 9,366     | 0,59   |
|                                                                                   | Pedro Ivo                 | REDE                      | 8,133     | 0,51   |
|                                                                                   | Souza Júnior              | DC                        | 4,795     | 0,30   |
|                                                                                   | Elcimara                  | PSTU                      | 2,473     | 0,16   |
|                                                                                   | Hélio José                | Solidaridad               | 2,069     | 0,13   |
|                                                                                   | Marcelo Hipólito          | PTB                       | 1,841     | 0,12   |
|                                                                                   | Expedito Mendonça         | PCO                       | 613       | 0,04   |
|                                                                                   |                           |                           |           |        |
| Votos válidos                                                                     | Votos válidos             | Votos válidos             | 1,576,967 | 87,90  |
| Votos nulos                                                                       | Votos nulos               | Votos nulos               | 99,697    | 5,52   |
| Votos en blanco                                                                   | Votos en blanco           | Votos en blanco           | 119,075   | 6,58   |
| Total                                                                             | Total                     | Total                     | 1,807,484 | 100,00 |
| Registrados/Participación                                                         | Registrados/Participación | Registrados/Participación | 2,193,783 | 82,39  |
|                                                                                   |                           |                           |           |        |
| Fuente: Justiça Eleitoral Archivado el 2 de noviembre de 2022 en Wayback Machine. |                           |                           |           |        |

### Diputados federales
En la siguiente tabla, figuran solamente los diputados electos:
| Candidato                                                                         | Candidato                 | Partido                   | Votos     | %     |
| --------------------------------------------------------------------------------- | ------------------------- | ------------------------- | --------- | ----- |
|                                                                                   | Bia Kicis                 | PL                        | 214,733   | 13,36 |
|                                                                                   | Fred Linhares             | Republicanos              | 165,358   | 10,29 |
|                                                                                   | Erika Kokay               | PT                        | 146,092   | 9,09  |
|                                                                                   | Rafael Prudente           | MDB                       | 121,307   | 7,55  |
|                                                                                   | Julio Cesar               | Republicanos              | 76,274    | 4,74  |
|                                                                                   | Reginaldo Veras           | PV                        | 54,557    | 3,39  |
|                                                                                   | Fraga                     | PL                        | 28,825    | 1,79  |
|                                                                                   | Gilvan Maximo             | Republicanos              | 20,923    | 1,30  |
|                                                                                   | Otros candidatos          | Otros candidatos          | 779,450   | 48,49 |
|                                                                                   |                           |                           |           |       |
| Votos válidos                                                                     | Votos válidos             | Votos válidos             | 1,607,519 | 89,19 |
| Votos nulos                                                                       | Votos nulos               | Votos nulos               | 80,793    | 4,47  |
| Votos en blanco                                                                   | Votos en blanco           | Votos en blanco           | 114,654   | 6,34  |
| Total                                                                             | Total                     | Total                     | 1,807,484 | 100   |
| Registrados/Participación                                                         | Registrados/Participación | Registrados/Participación | 2,193,783 | 82,39 |
|                                                                                   |                           |                           |           |       |
| Fuente: Justiça Eleitoral Archivado el 2 de noviembre de 2022 en Wayback Machine. |                           |                           |           |       |

#### Por Partido/Federación
| N.º                       | Partido                                                 | Votos     | %      | Escaños | ±           |
| ------------------------- | ------------------------------------------------------- | --------- | ------ | ------- | ----------- |
| 10                        | Republicanos (REP)                                      | 301.307   | 17,53  | 3       | 1           |
| 22                        | Partido Liberal (PL)                                    | 275.496   | 16,14  | 2       | 1           |
| 13                        | Partido de los Trabajadores (PT)                        | 227.891   | 14,18  | 1       | Sin cambios |
| 15                        | Movimento Democrático Brasileño (MDB)                   | 162.125   | 10,09  | 1       | 1           |
| 40                        | Partido Socialista Brasileiro (PSB)                     | 136.796   | 8,51   | 0       | Sin cambios |
| 11                        | Progresistas (PP)                                       | 117.553   | 7,32   | 0       | 1           |
| 44                        | Unión Brasil (UNIÃO)                                    | 84.911    | 5,28   | 0       | 1           |
| 55                        | Partido Social Democrático (PSD)                        | 71.470    | 4,45   | 0       | Sin cambios |
| 43                        | Partido Verde (PV)                                      | 56.588    | 3,52   | 1       | Sin cambios |
| 50                        | Partido Socialismo y Libertad (PSOL)                    | 46.298    | 2,88   | 0       | Sin cambios |
| 30                        | Partido Nuevo (NOVO)                                    | 27.951    | 1,74   | 0       | Sin cambios |
| 35                        | Partido de la Mujer Brasileña (PMB)                     | 22.665    | 1,41   | 0       | Sin cambios |
| 70                        | Avante (AVANTE)                                         | 13.400    | 0,83   | 0       | Sin cambios |
| 19                        | Podemos (PODE)                                          | 9.516     | 0,59   | 0       | Sin cambios |
| 12                        | Partido Democrático Laborista (PDT)                     | 9.513     | 0,59   | 0       | Sin cambios |
| 21                        | Partido Comunista Brasileño (PCB)                       | 8.196     | 0,51   | 0       | Sin cambios |
| 36                        | Actuar (AGIR-36)                                        | 7.802     | 0,49   | 0       | Sin cambios |
| 33                        | Partido de la Movilización Nacional (PMN)               | 7.545     | 0,47   | 0       | Sin cambios |
| 20                        | Partido Social Cristiano (PSC)                          | 7.280     | 0,45   | 0       | Sin cambios |
| 65                        | Partido Comunista de Brasil (PCdoB)                     | 6.525     | 0,41   | 0       | Sin cambios |
| 18                        | Red de Sostenibilidad (REDE)                            | 5.791     | 0,36   | 0       | Sin cambios |
| 90                        | Partido Republicano de Orden Social (PROS)              | 5.765     | 0,36   | 0       | Sin cambios |
| 45                        | Partido de la Social Democracia Brasileña (PSDB)        | 5.545     | 0,34   | 0       | Sin cambios |
| 77                        | Solidaridad (SD)                                        | 5.262     | 0,33   | 0       | Sin cambios |
| 14                        | Partido Laborista Brasileño (PTB)                       | 4.548     | 0,28   | 0       | Sin cambios |
| 23                        | Ciudadanía (CIDADANIA)                                  | 4.260     | 0,27   | 0       | 1           |
| 27                        | Democracia Cristiana (DC)                               | 3.816     | 0,24   | 0       | Sin cambios |
| 51                        | Patriota (PATRI)                                        | 3.763     | 0,23   | 0       | Sin cambios |
| 80                        | Unidad Popular (UP)                                     | 1.559     | 0,10   | 0       | Sin cambios |
| 28                        | Partido Renovador Laborista Brasileño (PRTB)            | 774       | 0,05   | 0       | Sin cambios |
| 29                        | Partido de la Causa Obrera (PCO)                        | 546       | 0,03   | 0       | Sin cambios |
| 16                        | Partido Socialista de los Trabajadores Unificado (PSTU) | 441       | 0,03   | 0       | Sin cambios |
|                           |                                                         |           |        |         |             |
| Votos válidos             | Votos válidos                                           | 1.607.519 | 89,19  |         |             |
| Votos en blanco           | Votos en blanco                                         | 80.793    | 4,47   |         |             |
| Votos nulos               | Votos nulos                                             | 114.654   | 6,34   |         |             |
| Total                     | Total                                                   | 1.807.484 | 100,00 | 8       | Sin cambios |
| Registrados/Participación | Registrados/Participación                               | 2.193.783 | 82,39  |         |             |

### Diputados distritales
En la siguiente tabla, figuran solamente los diputados electos:
| Candidato                                                                         | Candidato                 | Partido                   | Votos     | %     |
| --------------------------------------------------------------------------------- | ------------------------- | ------------------------- | --------- | ----- |
|                                                                                   | Fábio Felix               | PSOL                      | 51,792    | 3,12  |
|                                                                                   | Chico Vigilante           | PT                        | 43,854    | 2,64  |
|                                                                                   | Max Maciel                | PSOL                      | 35,758    | 2,15  |
|                                                                                   | Daniel Donizet            | PL                        | 33,573    | 2,02  |
|                                                                                   | Martins Machado           | Republicanos              | 31,993    | 1,93  |
|                                                                                   | Robério Negreiros         | PSD                       | 31,341    | 1,89  |
|                                                                                   | Jorge Vianna              | PSD                       | 30,640    | 1,85  |
|                                                                                   | Jaqueline Silva           | Agir                      | 26,452    | 1,59  |
|                                                                                   | Thiago Manzoni            | PL                        | 25,554    | 1,54  |
|                                                                                   | Eduardo Pedrosa           | UNIÃO                     | 22,489    | 1,35  |
|                                                                                   | Joaquim Roriz Neto        | PL                        | 21,057    | 1,27  |
|                                                                                   | Iolando                   | MDB                       | 20,757    | 1,25  |
|                                                                                   | Daniel de Castro          | PP                        | 20,402    | 1,23  |
|                                                                                   | Hermeto                   | MDB                       | 20,332    | 1,22  |
|                                                                                   | Roosevelt Vilela          | PL                        | 20,223    | 1,22  |
|                                                                                   | Doutora Jane              | Agir                      | 19,006    | 1,14  |
|                                                                                   | Rogério Morro da Cruz     | PMN                       | 18,207    | 1,10  |
|                                                                                   | Gabriel Magno             | PT                        | 18,063    | 1,09  |
|                                                                                   | Joao Cardoso              | Avante                    | 17,579    | 1,06  |
|                                                                                   | Paula Belmonte            | Cidadania                 | 17,208    | 1,04  |
|                                                                                   | Ricardo Vale              | PT                        | 17,077    | 1,03  |
|                                                                                   | Wellington Luiz           | MDB                       | 16,933    | 1,02  |
|                                                                                   | Pepa                      | PP                        | 15,393    | 0,93  |
|                                                                                   | Dayse Amarilio            | PSB                       | 11,012    | 0,66  |
|                                                                                   | Otros candidatos          | Otros candidatos          | 1,073,692 | 64,67 |
|                                                                                   |                           |                           |           |       |
| Votos válidos                                                                     | Votos válidos             | Votos válidos             | 1,660,387 | 92,42 |
| Votos nulos                                                                       | Votos nulos               | Votos nulos               | 48,519    | 2,68  |
| Votos en blanco                                                                   | Votos en blanco           | Votos en blanco           | 88,490    | 4,90  |
| Total                                                                             | Total                     | Total                     | 1,807,484 | 100   |
| Registrados/Participación                                                         | Registrados/Participación | Registrados/Participación | 2,193,783 | 82,39 |
|                                                                                   |                           |                           |           |       |
| Fuente: Justiça Eleitoral Archivado el 2 de noviembre de 2022 en Wayback Machine. |                           |                           |           |       |

#### Por Partido/Federación
| N.º                       | Partido                                                 | Votos     | %      | Escaños | ±           |
| ------------------------- | ------------------------------------------------------- | --------- | ------ | ------- | ----------- |
| 22                        | Partido Liberal (PL)                                    | 275.496   | 14,85  | 4       | 3           |
| 15                        | Movimento Democrático Brasileño (MDB)                   | 155.718   | 9,38   | 3       | 2           |
| 13                        | Partido de los Trabajadores (PT)                        | 138.676   | 8,35   | 3       | 1           |
| 50                        | Partido Socialismo y Libertad (PSOL)                    | 114.051   | 2,87   | 2       | 1           |
| 36                        | Actuar (AGIR-36)                                        | 110.499   | 6,66   | 2       | 1           |
| 11                        | Progresistas (PP)                                       | 107.404   | 6,47   | 1       | Sin cambios |
| 55                        | Partido Social Democrático (PSD)                        | 97.242    | 5,86   | 2       | 1           |
| 44                        | Unión Brasil (UNIÃO)                                    | 97.097    | 5,85   | 1       | 1           |
| 10                        | Republicanos (REP)                                      | 95.236    | 5,74   | 2       | Sin cambios |
| 33                        | Partido de la Movilización Nacional (PMN)               | 75.661    | 4,56   | 1       | Sin cambios |
| 40                        | Partido Socialista Brasileiro (PSB)                     | 74.974    | 4,52   | 1       | 1           |
| 70                        | Avante (AVANTE)                                         | 60.071    | 3,62   | 1       | 1           |
| 23                        | Ciudadanía (CIDADANIA)                                  | 43.132    | 2,60   | 1       | 1           |
| 51                        | Patriota (PATRI)                                        | 41.602    | 2,51   | 0       | Sin cambios |
| 20                        | Partido Social Cristiano (PSC)                          | 38.387    | 2,31   | 0       | 1           |
| 19                        | Podemos (PODE)                                          | 29.647    | 1,79   | 0       | 1           |
| 45                        | Partido de la Social Democracia Brasileña (PSDB)        | 25.728    | 1,55   | 0       | Sin cambios |
| 90                        | Partido Republicano de Orden Social (PROS)              | 25.705    | 1,55   | 0       | 2           |
| 43                        | Partido Verde (PV)                                      | 24.025    | 1,45   | 0       | Sin cambios |
| 35                        | Partido de la Mujer Brasileña (PMB)                     | 22.665    | 1,37   | 0       | Sin cambios |
| 14                        | Partido Laborista Brasileño (PTB)                       | 19.532    | 1,18   | 0       | Sin cambios |
| 30                        | Partido Nuevo (NOVO)                                    | 18.995    | 1,14   | 0       | 1           |
| 12                        | Partido Democrático Laborista (PDT)                     | 17.625    | 1,06   | 0       | 2           |
| 28                        | Partido Renovador Laborista Brasileño (PRTB)            | 14.827    | 0,89   | 0       | Sin cambios |
| 21                        | Partido Comunista Brasileño (PCB)                       | 8.196     | 0,49   | 0       | Sin cambios |
| 35                        | Partido de la Mujer Brasileña (PMB)                     | 5.808     | 0,35   | 0       | Sin cambios |
| 77                        | Solidaridad (SD)                                        | 4.054     | 0,24   | 0       | Sin cambios |
| 18                        | Red de Sostenibilidad (REDE)                            | 3.988     | 0,24   | 0       | 1           |
| 65                        | Partido Comunista de Brasil (PCdoB)                     | 3.918     | 0,24   | 0       | Sin cambios |
| 27                        | Democracia Cristiana (DC)                               | 3.368     | 0,20   | 0       | Sin cambios |
| 80                        | Unidad Popular (UP)                                     | 1.190     | 0,07   | 0       | Sin cambios |
| 16                        | Partido Socialista de los Trabajadores Unificado (PSTU) | 342       | 0,02   | 0       | Sin cambios |
| 29                        | Partido de la Causa Obrera (PCO)                        | 319       | 0,02   | 0       | Sin cambios |
|                           |                                                         |           |        |         |             |
| Votos válidos             | Votos válidos                                           | 1,660,387 | 92,42  |         |             |
| Votos en blanco           | Votos en blanco                                         | 48,519    | 2,68   |         |             |
| Votos nulos               | Votos nulos                                             | 88,490    | 4,90   |         |             |
| Total                     | Total                                                   | 1,807,484 | 100,00 | 24      | Sin cambios |
| Registrados/Participación | Registrados/Participación                               | 2,193,783 | 82,39  |         |             |